# Etienne Kinsinger
Etienne Kinsinger (Püttlingen, 8 settembre 1996) è un lottatore tedesco, specializzato nella lotta greco-romana.

## Biografia
Gareggia per il KSV Köllerbach. Dal 2009 è allenato dall'ex lottatore Frank Hartmann, che rappresentò la Germania Est ai Giochi olimpici estivi di Monaco di Baviera 1972.
Ha vinto diversi medaglie nei tornei nelle classi giovanili cadetti, junior ed under 23.
Ha debuttato ai campionati mondiali al torneo di Parigi 2017, dove è stato estromesso dal russo Stepan Marjanjan e si è classificato ventesimo.
Al torneo preolimpico di Budapest 2021 è riuscito a qualificarsi ai Giochi olimpici di Tokyo 2020.

## Palmarès
| Anno | Manifestazione  | Sede       | Evento       | Risultato | Note |
| ---- | --------------- | ---------- | ------------ | --------- | ---- |
| 2017 | Mondiali        | Parigi     | fino a 59 kg | 20º       |      |
| 2018 | Europei         | Kaspijsk   | fino a 60 kg | 5º        |      |
| 2018 | Mondiali        | Budapest   | fino a 60 kg | 8º        |      |
| 2019 | Europei         | Bucarest   | fino a 60 kg | 12º       |      |
| 2019 | Mondiali        | Nur-Sultan | fino a 60 kg | 28º       |      |
| 2021 | Giochi olimpici | Tokyo      | fino a 60 kg | 11º       |      |
| 2022 | Europei         | Budapest   | fino a 63 kg | 5º        |      |
| 2022 | Mondiali        | Belgrado   | fino a 60 kg | 14º       |      |
| 2023 | Mondiali        | Belgrado   | fino a 63 kg | 14º       |      |

### Titoli giovanili
- Europei U23

Russe 2016: bronzo nei 59 kg;
- Mondiali junior

Mâcon 2016: argento nei 60 kg;
- Europei junior

Katowice 2014: bronzo nei 60 kg;
Bucarest 2016: bronzo nei 60 kg;
- Mondiali junior

Zrenjanin 2013: oro nei 58 kg;